# Alloispermum insuetum
Alloispermum insuetum là một loài thực vật có hoa trong họ Cúc. Loài này được C.F.Fernández, Urbatsch & G.Sullivan mô tả khoa học đầu tiên năm 1987.